# Leo Raubal
Leo Rudolf Raubal (* 2. Oktober 1906 in Linz; † 18. August 1977 in Spanien) war ein Halbneffe Adolf Hitlers, ein Sohn von Leo Raubal und Angela Raubal (geborene Hitler, später verheiratete Hammitzsch).

## Leben
Leo Raubal jun. wurde im Jahr 1906 als Sohn der Halbschwester Adolf Hitlers, Angela Raubal, geboren. Er hatte zwei Schwestern, Elfriede und Geli.
Raubal wurde Studienrat für Chemie, arbeitete in dieser Funktion in Salzburg und besuchte sporadisch die Mutter in Berchtesgaden. Bei diesen Gelegenheiten mied er nach Angaben seines Vetters William Patrick Hitler, eines Sohnes aus der ersten Ehe von Adolf Hitlers Halbbruder Alois Hitler junior, seinen Onkel Adolf, weil er diesen für den Tod seiner Schwester Geli verantwortlich gemacht habe. Diese Behauptung kann jedoch nicht mit anderen Quellen bestätigt werden. Aus der Hitler-Biographie von Werner Maser geht hervor, Leo Raubal habe noch im Jahre 1967 öffentlich geäußert, Hitler sei „absolut unschuldig“ am Tode seiner Schwester. Leo Raubal galt wie sein jüngerer Vetter Heinrich Hitler, aber im Gegensatz zu William Patrick, als „Lieblingsneffe des Führers“.
Im Zweiten Weltkrieg wurde Raubal zur Wehrmacht eingezogen. Während des Unternehmens Barbarossa, des Angriffs auf die Sowjetunion, war er Leutnant in der Pioniertruppe. Im Jahr 1942 geriet er während der Kampfhandlungen um Stalingrad in sowjetische Kriegsgefangenschaft. Sein Onkel Adolf Hitler, der zu Raubal und zu dessen Mutter ein überwiegend gutes Verhältnis pflegte, ordnete daraufhin an, die Möglichkeit eines Gefangenenaustausches mit Stalin auszuloten. Stalins Sohn Jakow Dschugaschwili, der 1941 von der Wehrmacht bei Smolensk gefangen genommen wurde, sollte demnach gegen Leo Raubal ausgetauscht werden. Stalin ließ sich allerdings nicht auf einen solchen Austausch ein und Jakow Dschugaschwili kam 1943 in deutscher Kriegsgefangenschaft zu Tode, während Raubal noch bis 1955 in verschiedenen Moskauer Gefängnissen inhaftiert war. 
Später war Raubal zeitweise als mit Chemie befasster Direktor in einem Nachfolge-Unternehmen der einstigen Göring-Stahlwerke in Linz tätig. Dann arbeitete er in Linz als Lehrer. Leo Raubal starb am 18. August 1977 im Alter von 70 Jahren bei einem Urlaubsaufenthalt in Spanien und wurde am 7. September 1977 in Linz beigesetzt. Er hinterließ seinen Sohn Peter (* 1931), der beruflich als Ingenieur tätig war und in Linz lebt.